# Стражовський потік
Стражовський потік (словац. Strážovský potok) — річка в Словаччині; права притока Пружинки. Протікає в окрузі окрузі Поважська Бистриця.
Довжина — 10.8 км. Витікає в масиві Стражовські-Врхи (схил гори Стражов) на висоті 890 метрів.
Протікає територією села Дольний Лєсков. Впадає у Пружинку на висоті 327 метрів.